# Cercospora
Genre
Cercospora (le nom Cercospora vient du fait que les conidies de ces champignons, formé de 4 ou 5 logettes, présente un sommet effilé en une queue, qui se dit κέρκος, kérkos en grec ancien) est un genre de champignons ascomycètes.  Diverses espèces de ce genre sont les agents de maladies des plantes, se manifestant  souvent sous forme de taches foliaires. Bien que ce genre soit relativement bien étudié, de nombreuses espèces ne sont pas encore décrites.

## Liste d'espèces

### SelonNCBI(14 mars 2011)[1]
- Cercospora acaciae-mangii
- Cercospora achyranthis
- Cercospora agavicola
- Cercospora apii
- Cercospora apiicola
- Cercospora asparagi
- Cercospora berteroae
- Cercospora beticola
  - Cercospora beticola 303B
- Cercospora bizzozeriana
- Cercospora canescens
- Cercospora capsici
- Cercospora caricis
- Cercospora carotae
- Cercospora cryptomeriicola
- Cercospora erysimi
- Cercospora fukushiana
- Cercospora hayi
- Cercospora ipomoeae-pedis-caprae
- Cercospora janseana
- Cercospora kalmiae
- Cercospora kikuchii
- Cercospora lactucae-sativae
- Cercospora malvacearum
- Cercospora modiolae
- Cercospora nicotianae
- Cercospora penzigii
- Cercospora physalidis
- Cercospora piaropi
- Cercospora polygonacea
- Cercospora polygonaceae
- Cercospora populicola
- Cercospora punctiformis
- Cercospora rodmanii
- Cercospora sojina
- Cercospora sophorae
- Cercospora violae
- Cercospora viticola
- Cercospora zeae-maydis
  - Cercospora zeae-maydis SCOH1-5
- Cercospora zebrina
- Cercospora zebrinae
- Cercospora zeina
- Cercospora zonata
- Cercospora sp. 31 FH-2011
- Cercospora sp. AY-2010
- Cercospora sp. CCR22
- Cercospora sp. CPC 10627
- Cercospora sp. CPC 11641
- Cercospora sp. CPC 11642
- Cercospora sp. CPC 12062
- Cercospora sp. CPC 5126
- Cercospora sp. IH-2008a
- Cercospora sp. KACC 42654
- Cercospora sp. KACC 42655
- Cercospora sp. KACC 42656
- Cercospora sp. KACC 42657
- Cercospora sp. PG2
- Cercospora sp. Po89
- Cercospora sp. Vega420
- Cercospora sp. YN4-151205

### SelonITIS(14 mars 2011)[2]
- Dendryphiella arenaria Nicot, 1958
- Dendryphiella salina (Sutherland) Pugh & Nicot
- Dendryphiella vinosa (Berk. & Curt.) Reisinger